# اسکیداوی آیلند (جورجیا)
اسکیداوی آیلند (به انگلیسی: Skidaway Island) یک منطقهٔ مسکونی در ایالات متحده آمریکا است که در شهرستان چاتهام، جورجیا واقع شده‌است. اسکیداوی آیلند ۴۶٫۳ کیلومتر مربع مساحت و ۸٬۳۴۱ نفر جمعیت دارد و ۳ متر بالاتر از سطح دریا واقع شده‌است.